# Ash Flat
Ash Flat és una població dels Estats Units a l'estat d'Arkansas. Segons el cens del 2000 tenia 977 habitants.

## Demografia
Segons el cens del 2000, Ash Flat tenia 977 habitants, 430 habitatges, i 233 famílies. La densitat de població era de 67,8 habitants/km².
Dels 430 habitatges en un 24% hi vivien nens de menys de 18 anys, en un 42,1% hi vivien parelles casades, en un 10,5% dones solteres, i en un 45,8% no eren unitats familiars. En el 41,4% dels habitatges hi vivien persones soles el 27,7% de les quals corresponia a persones de 65 anys o més que vivien soles. El nombre mitjà de persones vivint en cada habitatge era de 2,09 i el nombre mitjà de persones que vivien en cada família era de 2,91.
Per edats la població es repartia de la següent manera: un 21,6% tenia menys de 18 anys, un 5,7% entre 18 i 24, un 20,5% entre 25 i 44, un 20,6% de 45 a 60 i un 31,6% 65 anys o més.
L'edat mediana era de 47 anys. Per cada 100 dones de 18 o més anys hi havia 70,6 homes.
La renda mediana per habitatge era de 16.797 $ i la renda mediana per família de 22.019 $. Els homes tenien una renda mediana de 24.815 $ mentre que les dones 15.556 $. La renda per capita de la població era d'11.506 $. Entorn del 24,5% de les famílies i el 31,7% de la població estaven per davall del llindar de pobresa.

## Poblacions més properes
El següent diagrama mostra les poblacions més properes.